# Emil Krafth
Emil Henry Kristoffer Krafth (Ljungby, 2 de fevereiro de 1994) é um futebolista sueco que atua como lateral-direito. Atualmente joga no Newcastle.

## Carreira
Iniciou a carreira no Lagunda AIK, da Suécia, e depois teve destaque no Bologna, da Itália. Em 2012 foi convocado para a Seleção Sueca Sub-21. Esteve nos elencos da Seleção Sueca que disputou a  Eurocopa de 2020 e Copa do Mundo da Rússia.

## Títulos
Newcastle
- Copa da Liga Inglesa: 2024–25